# شق‌درد
شق‌درد (به انگلیسی: Blue balls) به گونه‌ای از درد بیضه گفته می‌شود که گاهی به علت فعالیت جنسی ناقص و گاهی ناخودآگاه یا درخواب در مردان رخ می‌دهد؛ در صورتی که مرد در حالت نعوظ و برانگیختگی جنسی شدید قرار گیرد، اما انزال صورت نگیرد، مایعی  در اطراف بیضه‌ها و پروستات جمع می‌شود که موجب احساس درد شدید در این مناطق می‌شود و معمولاً تا هنگامی که تخلیه جنسی صورت نگیرد، درد ادامه می‌یابد.